# Yoshihide Suga
Yoshihide Suga (菅 義偉 Suga Yoshihide, født 6. december 1948) er en japansk politiker som var premierminister i Japan og formand for det japanske Liberale Demokratiske Parti (LDP) fra 2020 til 2021.
Han blev premierminister 16. september 2020 efter kort forinden at have overtaget formandsposten fra LDP fra Shinzo Abe. Suga meddelte i september 2021 at han ikke ville blive søge genvalg som formand for LDP, og 4. oktober 2021 blev han afløst som premierminister af LDP's nyvalgte formand Fumio Kishida.
Suga fungerede som indenrigs- og kommunikationsminister i Shinzo Abes første regering fra 2006 til 2007 og som chef-kabinetsekretær under Abes anden regering fra 2012 til 2020 og blev den længst siddende chef-kabinetssekretær i Japan. Efter Shinzo Abe meddelte, at han trak sig fra sine poster som følge af svigtende helbred, stillede Suga op til valget som formand for LDP. Han vandt afstemningen og overtog dermed ledelsen af partiet og Abes premierministerpost.